# 飯田バスセンター
飯田バスセンター（いいだバスセンター）は、長野県飯田市常盤町にあったバスターミナル。信南交通が運営していた。

## 概要
飯田市を起点とする都市間高速バスの発着地となっており、待合室や乗車券売り場は旧・飯田商工会館（飯田商工会議所ビル）の1階部分に入居していた。なお近郊バス路線は直接乗り入れておらず、信南が運行を委託されている「飯田市民バス」の「県合同庁舎前」バス停が至近である。
飯田商工会館の改築に伴い、2011年9月30日の営業をもって廃止された（翌日以降は経由バス停の、「飯田駅前」バス停が起終点となる）。なお、2014年4月1日より新しい飯田商工会館が完成し、飯田商工会館前に「飯田商工会館」停留所が設置された。新しい飯田商工会館には乗車券売り場は設置されず、バス車内での精算、「飯田駅前」「伊賀良」各バス停にある乗車券売り場、またはインターネット乗車券を利用することになる。
また、飯田商工会館停留所も2024年3月31日をもって廃止された。

## 発着路線
※廃止時点でのもの、◎印は2014年4月1日より飯田商工会館停留所を発着とする便。
◎新宿行（中央高速バス）
新宿高速バスターミナル行
運行会社：信南交通・伊那バス・アルピコ交通（諏訪支社）・京王電鉄バス
横浜行（ベイブリッジ号）
横浜駅東口行
運行会社：伊那バス
◎長野行（みすずハイウェイバス）
長野県庁行
運行会社：信南交通・伊那バス・アルピコ交通（長野支社）
◎名古屋行（中央道高速バス）
名鉄バスセンター行
運行会社：信南交通・名鉄バス
なお、以前は大阪行「アルペン飯田号」、みすずハイウェイバス（飯田松本線）松本行も発着していた。